# Poldaszt
Poldaszt (perski: پلدشت) – miasto w Iranie, w ostanie Azerbejdżan Zachodni. W 2006 roku liczyło 8584 mieszkańców w 2205 rodzinach.